# Pass of Killiecrankie
Pass of Killiecrankie är ett bergspass i Storbritannien.   Det ligger i kommunen Perth and Kinross och riksdelen Skottland, i den norra delen av landet, 600 km norr om huvudstaden London. Pass of Killiecrankie ligger 333 meter över havet.
Terrängen runt Pass of Killiecrankie är kuperad. Runt Pass of Killiecrankie är det mycket glesbefolkat, med 5 invånare per kvadratkilometer. Närmaste större samhälle är Pitlochry, 3,7 km sydost om Pass of Killiecrankie. I omgivningarna runt Pass of Killiecrankie växer i huvudsak blandskog.